# Richard Tjader
Carl Richard Tjader (ursprungligen Tjäder), född 21 april 1869 i Karlskrona, död 27 december 1916 i New York, var en svensk missionär och forskningsresande.
Richard Tjader var son till kaptenen Carl Jacob Tjäder och Thecla Maria Slöör. Han gick i skola i Stockholm och på Fjellstedtska skolan i Uppsala i avsikt att bli präst. Strax innan han skulle avlägga mogenhetsexamen avslutade han sina studier och begav sig till Berlin, kallad av Fredrik Franson. Inspirerad av denne ägnade sig Tjader åt predikoverksamhet med högreståndsväckelse som specialitet. Han hade stor framgång, särskilt hos den kvinnliga publiken (Tjäderväckelsen). Han gjorde en turné till Ryssland, där han togs emot inom societeten. På egen lustjakt, segelbåten Viking, återvände han till Sverige, seglade runt och höll möten vid dess kuster och blev en omsvärmad modepredikant i Stockholm, där han gärna talade i Florakyrkan. Hans förkunnelse beskrevs i de av honom utgivna Heils- und Lobgesänge (utgiven i Tyskland 1892), *Bibelns triumf över fritänkeri och otro (1898) och i diktboken Jubelklangen (1905, tillägg 1912). Under en segling sommaren 1898 drunknade hans hustru Helene Diedrichs och två av hans barn i en sydnorsk fjord. Tjader blev efter detta skandaliserad och for till USA, där han genom Franson knöts till den berömde predikanten Albert Benjamin Simpsons rörelse och i vars högkvarter han träffade en religiös miljonärsdotter, Margaret Brinkerhoff Thorne, med vilken han gifte 1899 sig. Efter en bröllopsresa jorden runt stiftade de 1901 i New York The International Union Mission, en stödorganisation för hednamission, som fick filialer på andra ställen, bland annat Skandinaviska Alliansmissionen. De närmaste åren ägnade sig Tjader mest åt att organisera detta storföretag i missionsintresset, för vilket han utgav Forward. Organ of the International Union Mission (1903). Men han ägnade sig även åt mondän sport, och 1906 gjorde han tre jaktresor till Afrika för American Museum of Natural History i New York. Betecknande för hans natur var, att han därvid lyckades nedlägga den största elefant som någon jägare lyckats fälla. Om sina jakter berättare han i The big Game of Africa (1911). Förutom i det eleganta New Yorks sportklubbar försökte Tjader även göra en insats inom affärslivet men misslyckades.